# Raio vulcânico

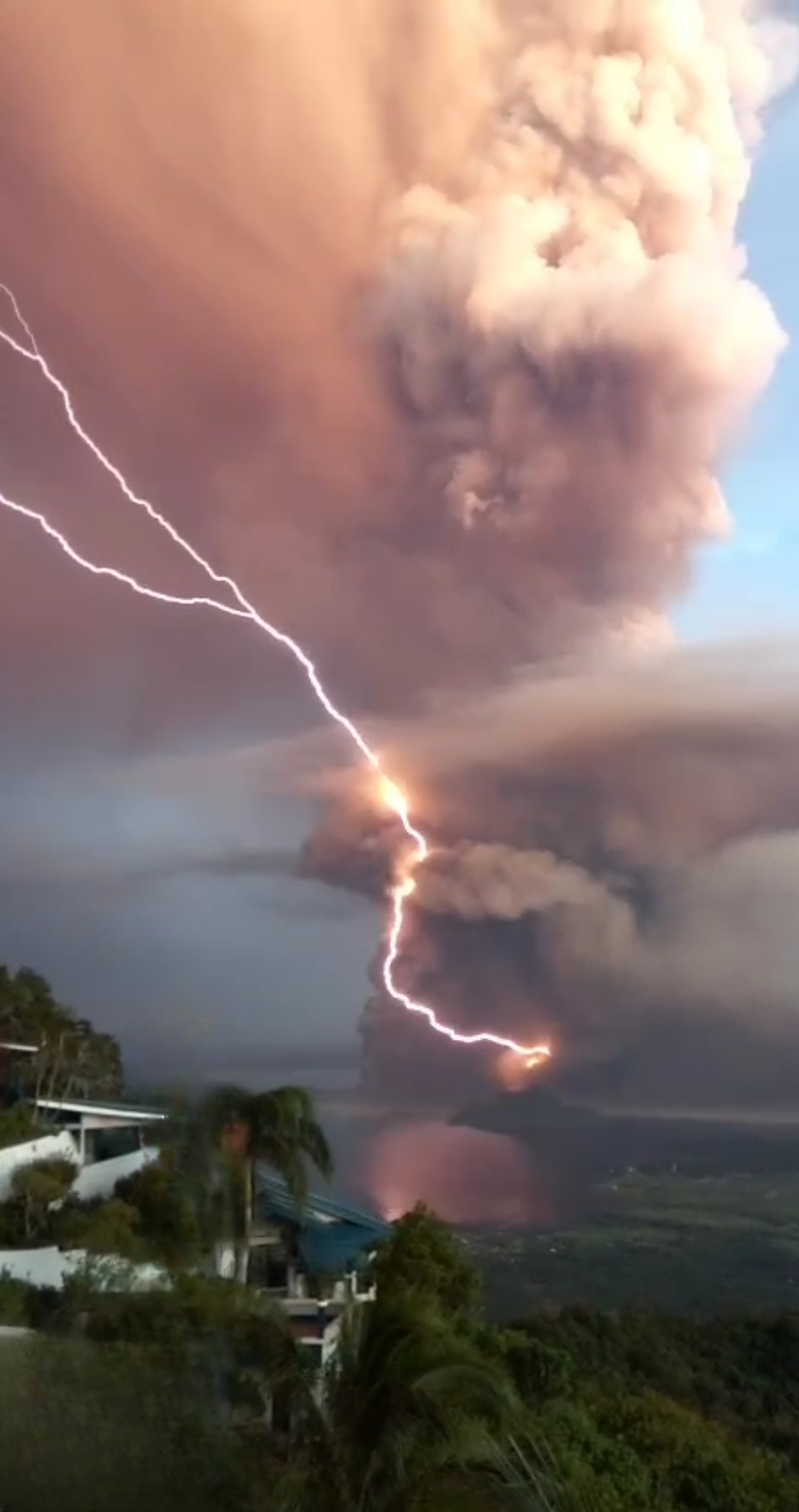
Relâmpagos vulcânicos durante a erupção do vulcão Taal, nas Filipinas, em janeiro de 2020

Raio vulcânico é uma descarga elétrica causada por uma erupção vulcânica e não por uma tempestade comum. Os raios vulcânicos surgem da colisão e fragmentação de partículas de cinzas vulcânicas (e às vezes gelo), que geram eletricidade estática dentro da pluma vulcânica, levando ao nome de tempestade suja. A convecção úmida e a formação de gelo também impulsionam a dinâmica da pluma de erupção e podem desencadear raios vulcânicos. Ao contrário das tempestades comuns, os relâmpagos vulcânicos também podem ocorrer antes que os cristais de gelo se formem na nuvem de cinzas.
As primeiras observações registradas de relâmpagos vulcânicos são de Plínio, o Jovem, descrevendo a erupção do Monte Vesúvio no ano 79: "Havia uma escuridão mais intensa que se tornava mais assustadora pelo brilho intermitente das tochas em intervalos obscurecidos pelo clarão transitório dos relâmpagos." Os primeiros estudos de raios vulcânicos também foram realizados no Monte Vesúvio pelo professor Luigi Palmieri, que observou as erupções de 1858, 1861, 1868 e 1872 do Observatório do Vesúvio. Essas erupções geralmente incluíam atividade de raios.
Casos foram relatados acima do vulcão Mount Augustine no Alasca, no vulcão Eyjafjallajökull na Islândia, no Monte Etna na Sicília, Itália, e no vulcão Taal nas Filipinas.

## Mecanismos de carregamento elétrico

### Carregamento de gelo

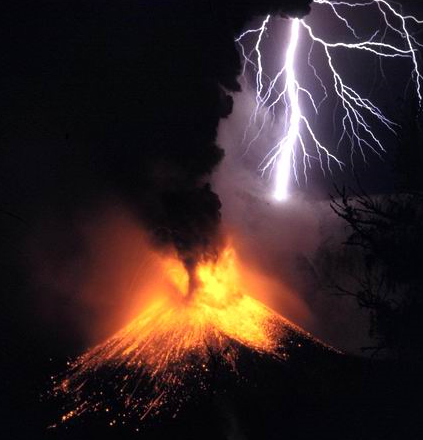
Raio vulcânico durante a erupção de 1994 do Monte Rinjani, na Indonésia

Acredita-se que o carregamento elétrico de gelo desempenhe um papel importante em certos tipos de plumas de erupção vulcânica – particularmente aquelas que se elevam acima do nível de congelamento ou envolvem interação magma-água. Tempestades comuns produzem relâmpagos através do carregamento de gelo à medida que as nuvens de água se tornam eletrificadas pela colisão de cristais de gelo e outros hidrometeoros. As plumas vulcânicas também podem transportar água abundante. Esta água é proveniente do magma, vaporizada de fontes circundantes, como lagos e geleiras, e arrastada do ar ambiente à medida que a pluma sobe pela atmosfera. Um estudo sugeriu que o teor de água das plumas vulcânicas pode ser maior do que o das tempestades. A água é inicialmente transportada como um vapor quente, que se condensa em líquido na coluna ascendente e, finalmente, congela em gelo se a pluma esfriar bem abaixo do ponto de congelamento. Algumas erupções até produzem granizo vulcânico. O apoio para a hipótese de carregamento elétrico de gelo inclui a observação de que a atividade dos raios aumenta muito quando as plumas vulcânicas sobem acima do nível de congelamento, além de evidências de que os cristais de gelo no topo da nuvem vulcânica são eficazes transportadores de carga elétrica.

### Carregamento por fricção
Acredita-se que o carregamento triboelétrico (friccional) dentro da pluma de um vulcão durante a erupção seja um importante mecanismo de carregamento elétrico. As cargas elétricas são geradas quando fragmentos de rocha, cinzas e partículas de gelo em uma pluma vulcânica colidem e produzem cargas estáticas, semelhantes à maneira como as partículas de gelo colidem em tempestades regulares. A atividade convectiva que faz com que a pluma suba separa as diferentes regiões de carga, causando a ruptura elétrica.

### Fratoemissão

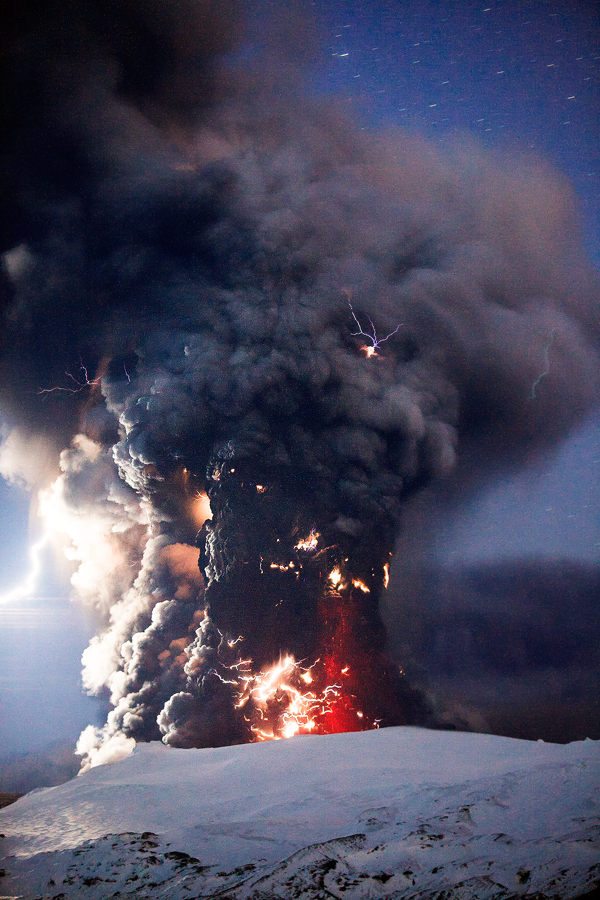
Raios vulcânicos na erupção de 2010 do vulcão Eyjafjallajökull, na Islândia

Fractoemissão é a geração de carga através da quebra de partículas de rocha. Pode ser uma fonte significativa de carga perto da abertura em erupção. 

### Carregamento radioativo
Embora se acredite que tenha um pequeno efeito no carregamento geral das plumas vulcânicas, os radioisótopos naturais dentro das partículas de rocha ejetadas podem, no entanto, influenciar o carregamento das partículas. Em um estudo realizado em partículas de cinzas das erupções de Eyjafjallajökull e Grímsvötn, os cientistas descobriram que ambas as amostras possuíam uma radioatividade natural acima do nível de fundo, mas que os radioisótopos eram uma fonte improvável de auto-carregamento na pluma de Eyjafjallajökull. No entanto, havia o potencial de maior carga perto da abertura onde o tamanho das partículas é maior. A pesquisa continua, e a eletrificação via radioisótopos, como o radônio, pode, em alguns casos, ser significativa e, em várias magnitudes, um mecanismo relativamente comum.

### Altura da pluma
A altura da nuvem de cinzas parece estar ligada ao mecanismo que gera o raio. Em plumas de cinzas mais altas (7-12 km) grandes concentrações de vapor de água podem contribuir para a atividade de raios, enquanto pequenas plumas de cinzas (1-4 km) parecem ganhar mais de sua carga elétrica da fragmentação de rochas perto da abertura do vulcão (fractoemissão). A temperatura atmosférica também desempenha um papel na formação de raios. Temperaturas ambientes mais frias promovem o congelamento e o carregamento de gelo dentro da pluma, levando a mais atividade elétrica.

## Esférulas vulcânicas induzidas por raios
Estudos experimentais e investigação de depósitos vulcânicos mostraram que a iluminação vulcânica cria um subproduto conhecido como "esférulas vulcânicas induzidas por raios" (LIVS, sigla em inglês). Essas pequenas esférulas de vidro se formam durante processos de alta temperatura, como raios nuvem-solo, análogos aos fulguritos. A temperatura de um raio pode chegar a 30 000 °C. Quando este raio entra em contato com partículas de cinzas dentro da pluma, ele pode fazer uma das duas coisas: (1) vaporizar completamente as partículas de cinzas, ou (2) fazer com que elas derretam e, em seguida, solidifiquem rapidamente à medida que esfriam, formando esferas. A presença de esférulas vulcânicas induzidas por raios pode fornecer evidências geológicas para raios vulcânicos quando o próprio raio não foi observado diretamente.